# Studios Konk
Pour les articles homonymes, voir Konk.
Les studios Konk sont un studio d'enregistrement britannique situé à Londres.

## Histoire
Les studios Konk sont fondés en 1971 par les frères Ray et Dave Davies, membres du groupe de rock britannique The Kinks. Il est situé à Hornsey, non loin de leur quartier d'enfance de Muswell Hill. Le premier album des Kinks enregistré aux studios Konk est Preservation Act 1, sorti en 1973. Tous les albums ultérieurs du groupe sont enregistrés au moins en partie à Konk. De nombreux autres musiciens de rock y ont recours, notamment les Kooks, qui donnent le titre de Konk à leur deuxième album studio, sorti en 2008, en référence aux studios.

## Liste d'albums enregistrés aux studios Konk
- 1973 : Preservation Act 1 des Kinks
- 1974 : Stage Door Johnnies (en) de Claire Hamill
- 1974 : Preservation Act 2 des Kinks
- 1975 : Abracadabra (en) de Claire Hamill
- 1975 : Soap Opera des Kinks
- 1975 : Schoolboys in Disgrace des Kinks
- 1977 : Sleepwalker des Kinks
- 1978 : Misfits des Kinks
- 1979 : Low Budget des Kinks
- 1979 : Time Is the Key de Pierre Moerlen's Gong
- 1981 : Give the People What They Want des Kinks
- 1983 : State of Confusion des Kinks
- 1984 : Word of Mouth des Kinks
- 1986 : Think Visual des Kinks
- 1987 : Music for the Masses de Depeche Mode
- 1989 : Megatop Phoenix (en) de Big Audio Dynamite
- 1989 : Revolution Now (en) de Captain Sensible
- 1989 : UK Jive des Kinks
- 1989 : The Stone Roses des Stone Roses
- 1990 : Manscape (en) de Wire
- 1991 : Rumor and Sigh (en) de Richard Thompson
- 1992 : Soul Murder (en) de Barry Adamson
- 1993 : Phobia des Kinks
- 1994 : To the Bone des Kinks
- 1995 : On (en) d'Echobelly
- 1995 : Elastica d'Elastica
- 1999 : Don't Mind If I Do (en) de Culture Club
- 2002 : Hard Grind (en) de Little Axe
- 2004 : Absent Friends de The Divine Comedy
- 2005 : The Magic Numbers (en) des Magic Numbers
- 2006 : Inside In/Inside Out des Kooks
- 2006 : Someone to Drive You Home des Long Blondes
- 2007 : Favourite Worst Nightmare d'Arctic Monkeys
- 2008 : Konk des Kooks
- 2009 : I Had the Blues But I Shook Them Loose (en) de Bombay Bicycle Club
- 2010 : The Runaway (en) des Magic Numbers
- 2010 : The Family Jewels de Marina and the Diamonds
- 2014 : Present Tense (en) des Wild Beasts
- 2015 : I Wasn't Born to Lose You (en) de Swervedriver
- 2016 : Amnesty (I) de Crystal Castles
- 2016 : Total Depravity (en) des Veils
- 2017 : Americana (en) de Ray Davies
- 2017 : How the West Was Won (en) de Peter Perrett
- 2018 : Hunter (en) d'Anna Calvi
- 2019 : Any Human Friend (en) de Marika Hackman
- 2019 : A Bath Full of Ecstasy (en) de Hot Chip